# Rugballegård

## Rugballegård Herregård
Rugballegård er en af de herregårde der omkranser Jelling og dens hovedgård Fårupgård på adressen Hover Kirkevej 275, 7100 Vejle og GPS-koordinaterne 55°43'59.4"N 9°27'52.1"E 
Rugballegaard var mellem 1473 og 1601 ejet af den adelige slægt Friis. Den nuværende hovedbygning blev opført i 1877. 
I starten af 1900-tallet blev store dele af gårdens jorder udstykket.  Herregården blev restaureret i 1985. 

## Ejere af Rugballegård
- 1408 Jakob Villadsen (ejer af bl.a. Fårupgård, Kjeldkær og Vingsted Mølle) udlægger en stufjord (kirkejord) til Kristian Ralle (Webside ikke længere tilgængelig) på Rugballegård.
- Anders Friis til Haraldkær d. før 1512
- Jørgen Friis til K? d. 1547
- Ivar Friis til Haraldskær d. 1557
- 1559 Sofie Iver Friis
- Sofie Albertsdtr. Glob lev.
- 1574 -  Albert Friis til Haraldskær
- 1600 Frederik Munck (Lange)
- 1700 ejet af Herman Lorentz von Nissen til Lerbæk.
- 1720 ejet af Kristen Winther
- 1760 esr. Hellesen fra Fårupgård opholder sig for bestandig

A: tabt, registreret i RA. i dom afsagt af Oluf Munk 13. marts 1559. Danske Kancelli B 44 E. Indkomne Breve og Indlæg. Danmark 1481-1616. "Fru Sophie Globs Breve og Vidnesbyrd anr. Hoxballekrog (Hopballe)".
Angående den jord og ejendom, som skal være sværget til Rugballegård, da Anders Friis var Johan Brokkenhus' forældres lovværge, fremlagdes 4 lovhævder, som Anders Friis selv har svoret. Det andet fra 1473 indeholdt bl.a., at al den jord vesten for højen mellem Rugballegårds og Hover mark, som er gennemgravet med et dige, den indværgede han til Rugballegård ymod forne Iohann Brochenhusis gamellt attkomst, oc skifthe breff under sin datum mcdviii lydins att Iep Wiilssenn udtlagde Christen Ralle en stufjord som kalis Hoxballekrogh, for enn søster deel wti Rouballgaard som er froa Greses dell ind tiill Møllekier ymelom begge markeskiæll.
Rugballegård er i dag 2023 privatejet og huser to familier. Der drives fra grunden desuden et outdoor event firma og et kajakfirma.